# Ritter zu Groenesteyn (Adelsgeschlecht)

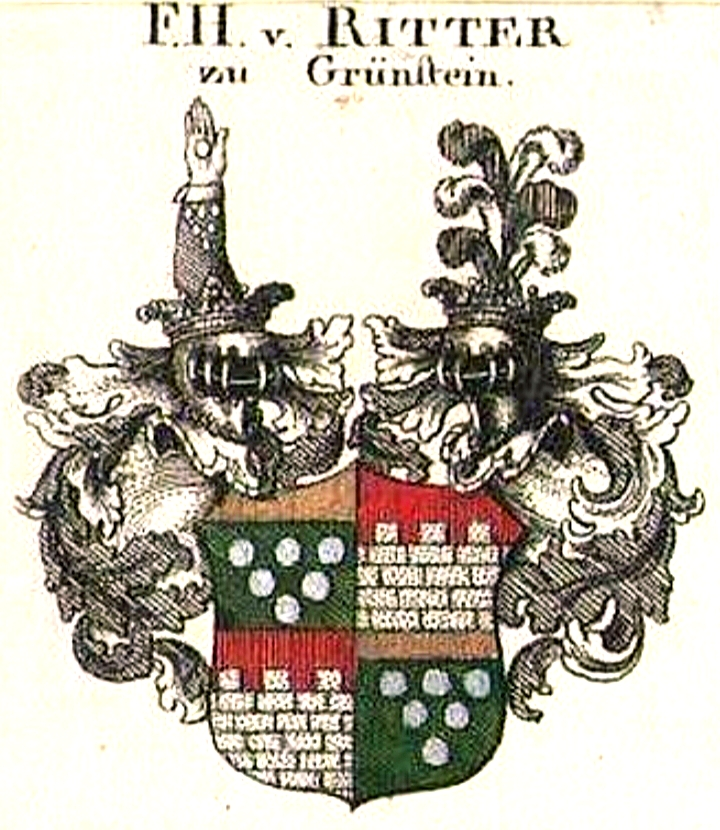
Wappen derer Freiherren von Ritter zu Grünstein: Allianzwappen der Familien de Ridder und van Groenesteyn

Ritter zu Groenesteyn ist der Name eines Ur-Adelsgeschlechts, das seine Ursprünge, um 900 herum, in Frankreich hat, dort gesichert (Quelle ANF und BNP), vorerst, mit Osmond le Danois, als Vormund des jungen Richard I Herzog der Normandie, beginnt und mit Guiliaume Miles (=Ritter) de Melun , erstmals im Jahr 1220 und 1240 (Quelle Handschriften Utrecht) als Willem „de Ridder“ urkundlich im Erzbistum Utrecht und ab 1405 das erste Mal unter dem Namen „de ridder van Groenesteijn“, nach seinen Sitz auf der Burg Groenesteijn bei Langbroeck, im Erzbistum Utrecht erwähnt wird und durch  Stefan Reichsfreiherr von Ritter zu Grünstein (Wappenbesserung und Erhebung in den Rheingauer  Reichsritterstand und Eindeutschung des Namens, 1652 Adelsbrief Wien) 1640  in Kiedrich, Kurmainz, ansässig wurde und sich später über dessen Nachkommen in Bayern ausbreitete.
Im Raum Utrecht gab es hauptsächlich zwei Linien. Die ältere, „de Ridder van Lunenburg“  (Melunen Burg) und die jüngere Linie, „de Ridder van Groenesteyn“ und noch mehrere Nebenlinien. Die ältere Linie und alle Nebenlinien erlöschen, nur die Groenesteyner Linie besteht fort.
Allerdings, eine jüngere verschollene Seitenlinie des Groenesteyner Stammes, die sich um 1426 trennt und nach Utrecht in die Stadt zieht, damit im Bürgertum aufgeht und sich nur „de Ridder“ nennt wurde, Dank dem Internet,  erst jüngst wiederentdeckt und besteht in Holland bis heute weiter fort.
Es gab variierende Schreibweisen, van Groenesteijn, van Groenestijn, van Gronesteyn , van Grornesteyn. Im Raum Mainz war es die eingedeutschte  Namensnennung von Ritter zu Grünstein, so wurde auch im bayerischen Raum zunächst der Name Freiherr von Ritter zu Grünstein geführt. Ab 1921 kam man wieder auf die ursprüngliche Schreibweise Freiherr von Ritter zu Groenesteyn zurück.

## Geschichte
Die Familie de Ridder findet erstmals 1240 urkundliche Erwähnung in der Ritterschaft des Erzstiftes Utrecht. 1405 ist Willem de Ridder van Groenesteyn als Krieger belegt. Er war ein Sohn des Jan Hendirkson de Ridder und dessen Ehefrau Fye de Vecht, die sich zwischen 1377 und 1414 in den Urkunden finden. Willem war möglicherweise der Gründer des Schlosses Groenesteijn, das Ende des 16. Jahrhunderts in der Lister der ritterlichen Gehöfte aufgeführt ist. Die Mitglieder der Familie gehörten der römisch-katholischen Kirche an. Der Stamm de Ridder van Groensteijn ist bis heute erhalten geblieben.

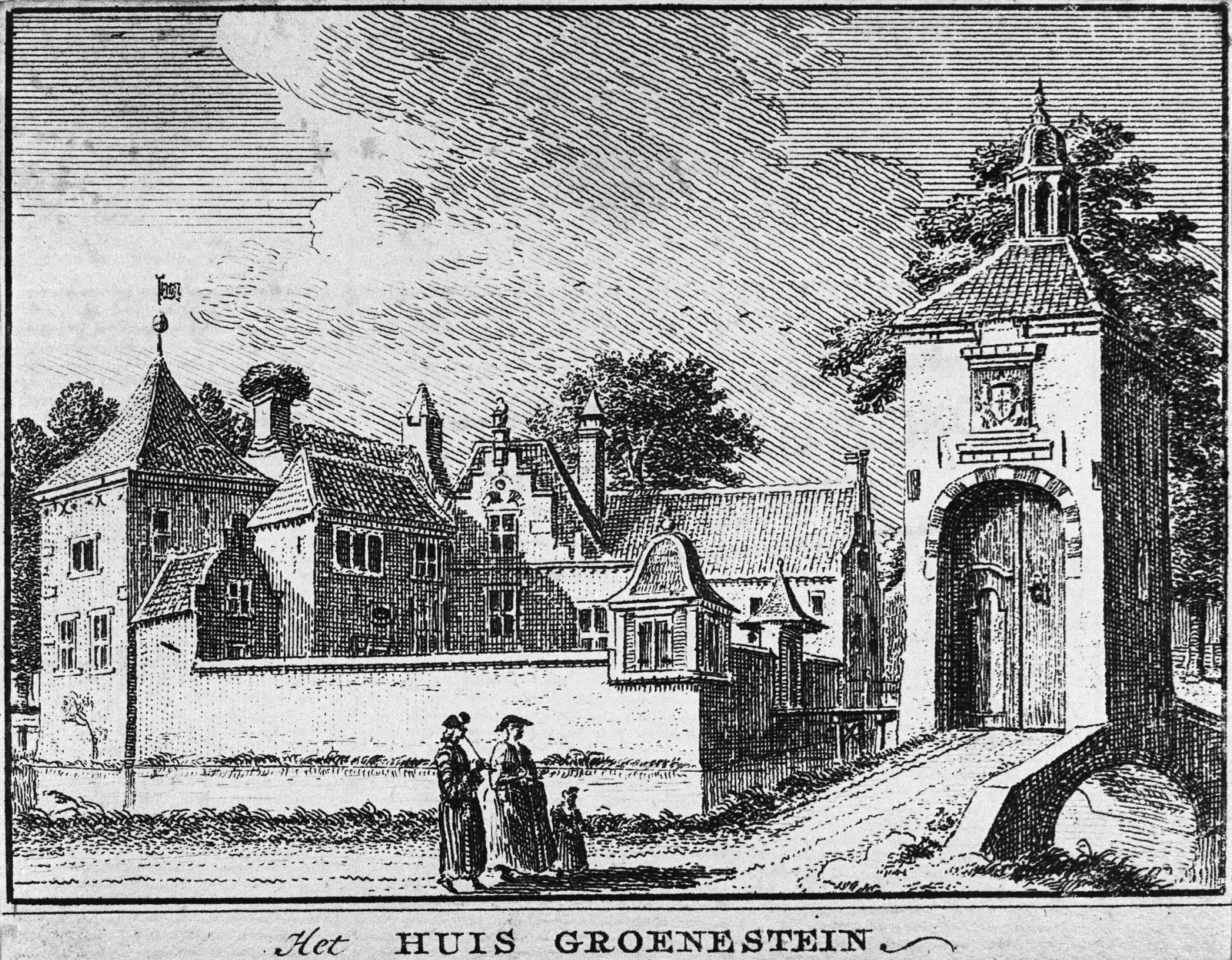
Stammhaus Groenesteyn in Langbroek bei Utrecht

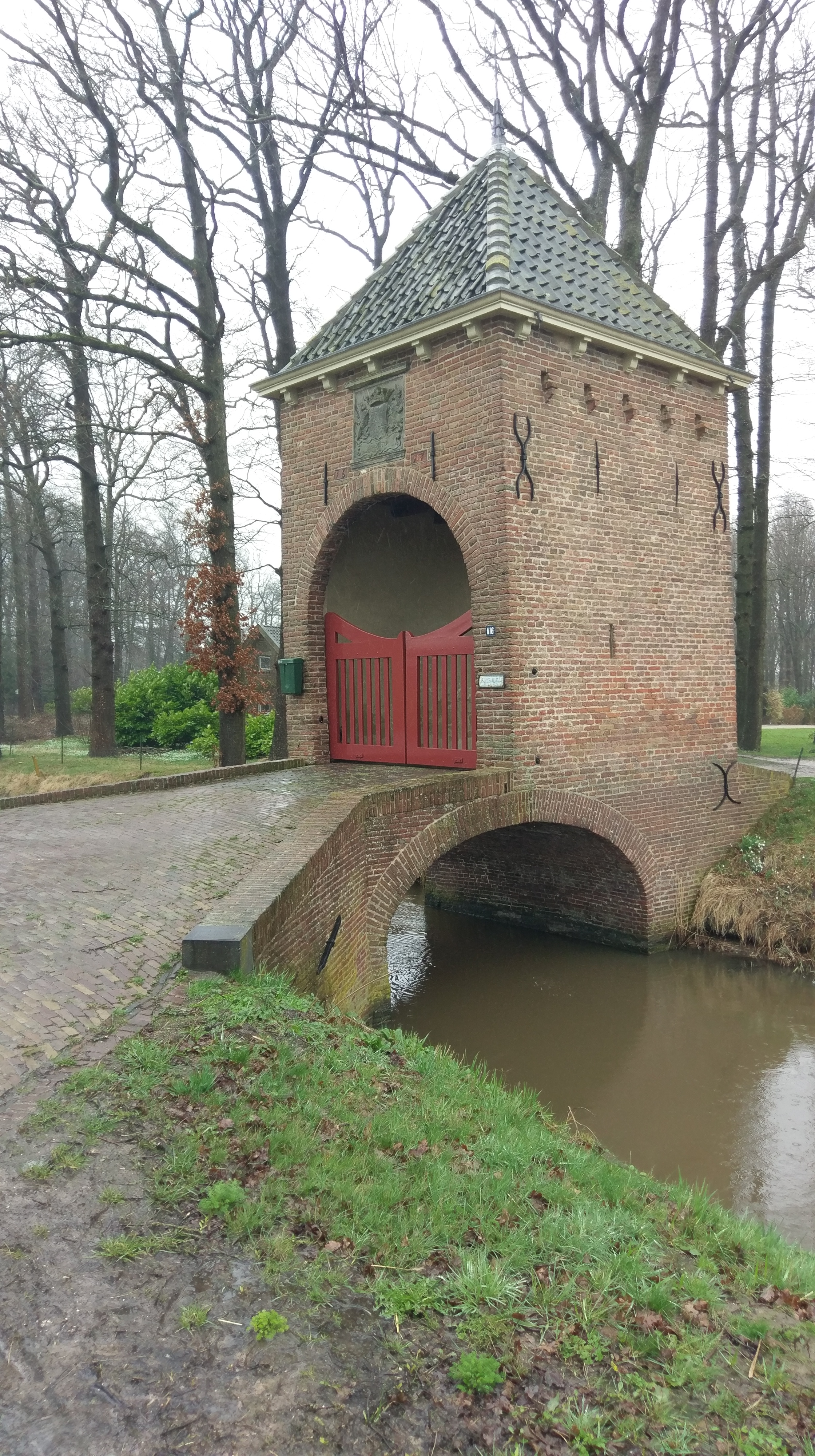
Stammhaus Groenesteyn in Langbroek bei Utrecht (Torhaus)

### Bewohner/Inhaber des Schlosses Gronesteijn nahe Utrecht
- 1405 Willem de Ridder

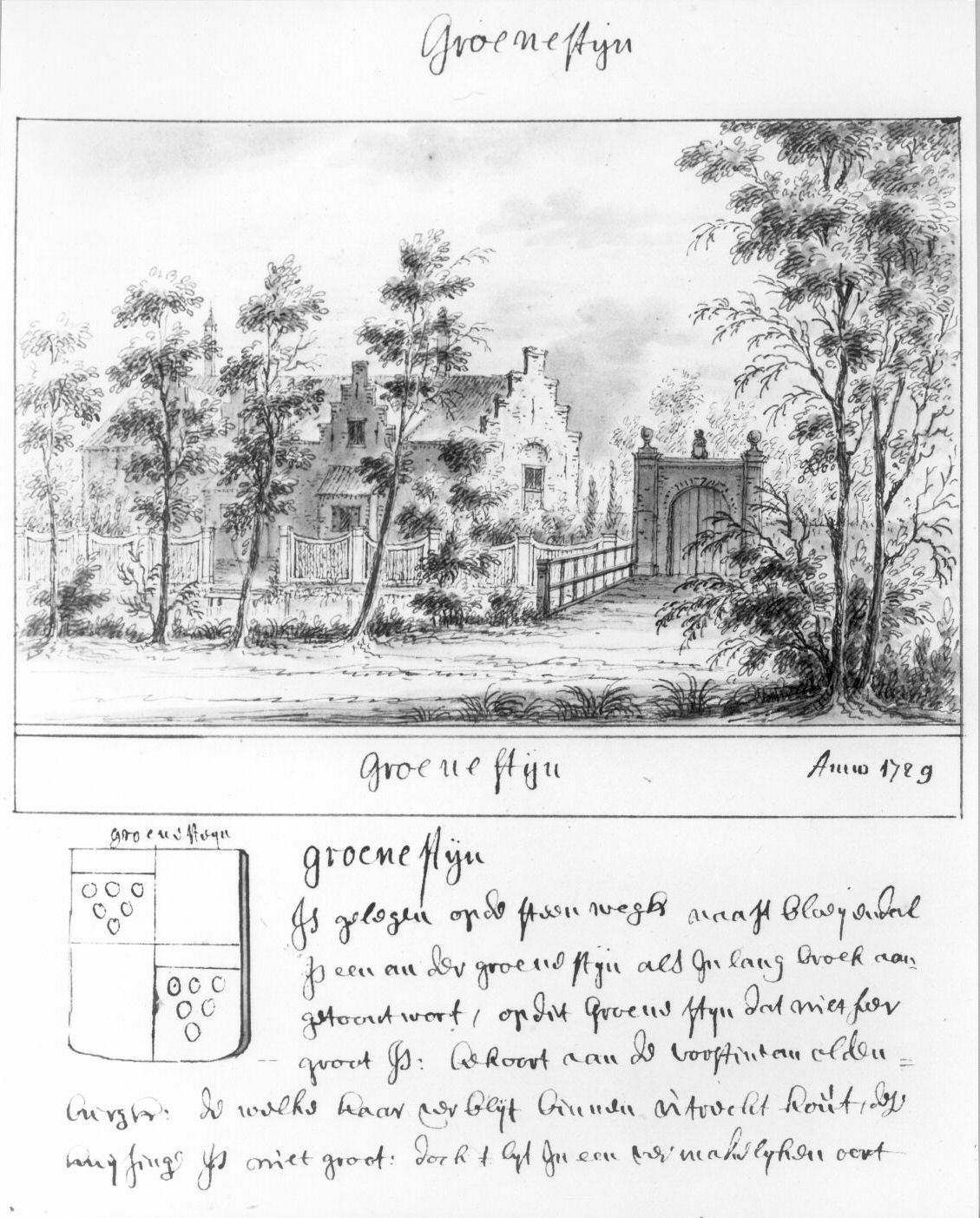
Stammhaus Groenesteyn, 1729.

- –1447 Jan I Jansz de Ridder (Bruder)
- 1447 Jan II Jansz de Ridder (Sohn)
- –1525 Antonis de Ridder (Sohn)
- 1525–1557 Jan III Antonisz de Ridder van Groenestein (Sohn)
- 1557–1568, 1593–um 1600 Antonis de Ridder van Groenestein
- 1568–1593 Willem de Ridder van Groenestein (Halbbruder)
- um 1600–1618 Cornelis de Ridder van Groenestein, verheiratet mit Catharina van Schadick
- 1618–1627 Catharina van Schadick
- 1627–1672 Stephan de Ridder van Groenestein und seine 4 Brüder
- 1672–1696 Stephan’s Nachkommen
- 1696–1729 Anna Maria Justina de Ridder van Groenestein
- 1729–1730 Frans Anthony de Ridder van Groenestein (Cousin)
- 1730–1740 Mattheus de Heuter

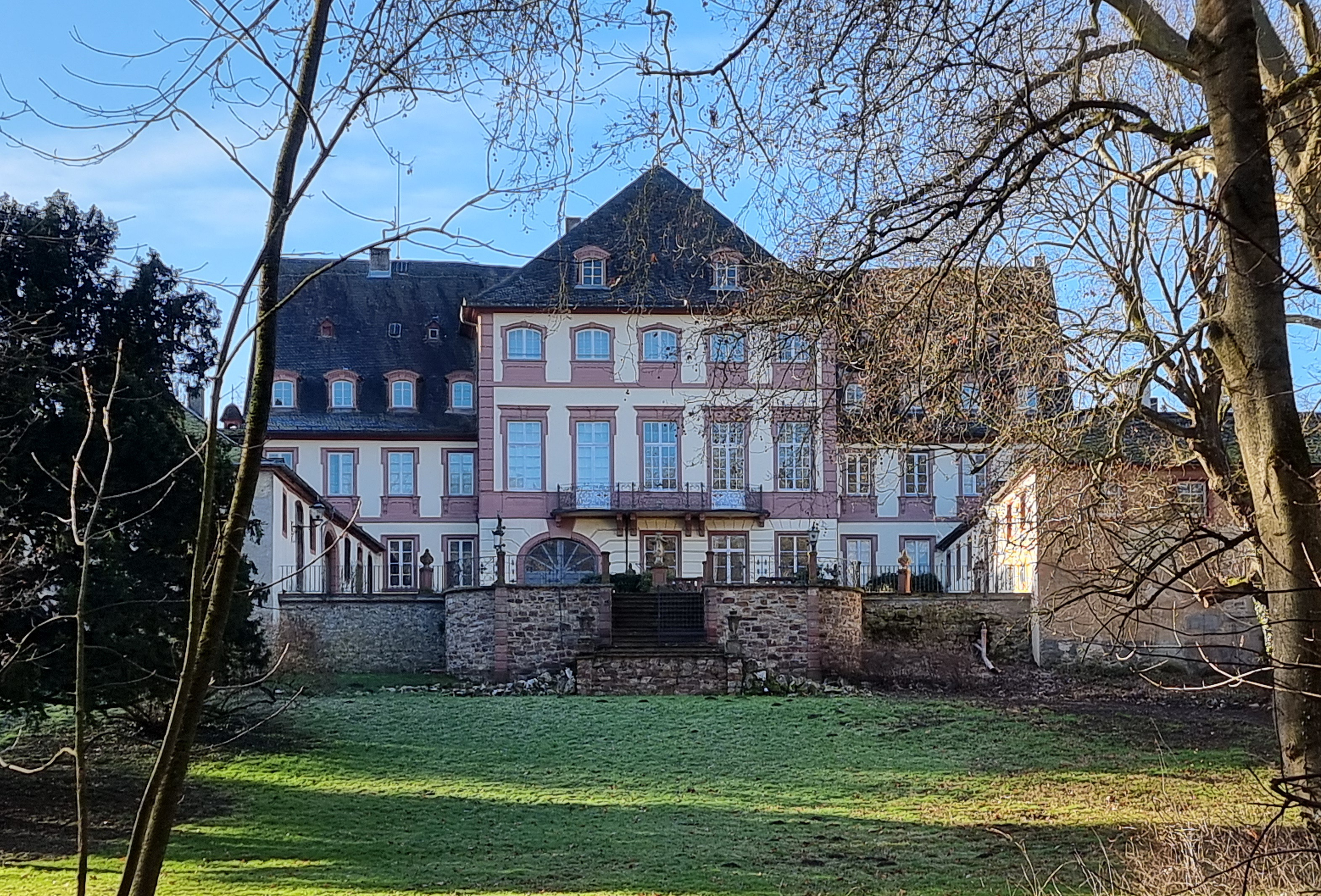
Schwalbacher Hof, Kiedrich (Gartenansicht)

Stephan von Ritter zu Groenesteyn, 1606 auf der Burg Groenesteijn geboren, kam gemeinsam mit seinen vier Brüdern während des Dreißigjährigen Krieges nach Mainz in die Kurmainzische Armee. 1640 durch Heirat mit Anna Ursula von Schwalbach in den Besitz des Schwalbacher Hofes in Kiedrich (Adelssitz Groensteyn) gekommen, wurde er am 26. Februar 1653 in den Reichsfreiherrenstand erhoben und gilt als der Stammvater des Zweiges von Ritter zu Groenesteyn, der sich später in eine kurmainzische und bayrische Linie aufspaltete. Aus den Kurmainzischen Generationen stammten zahlreiche Persönlichkeiten, die in Staat und Kirche im Besitz bedeutender Ämter waren. Die Groensteyns verfügten auch über umfangreichen Grundbesitz. Noch heute gibt es das Weingut Schloss Groenesteyn nahe Rüdesheim.

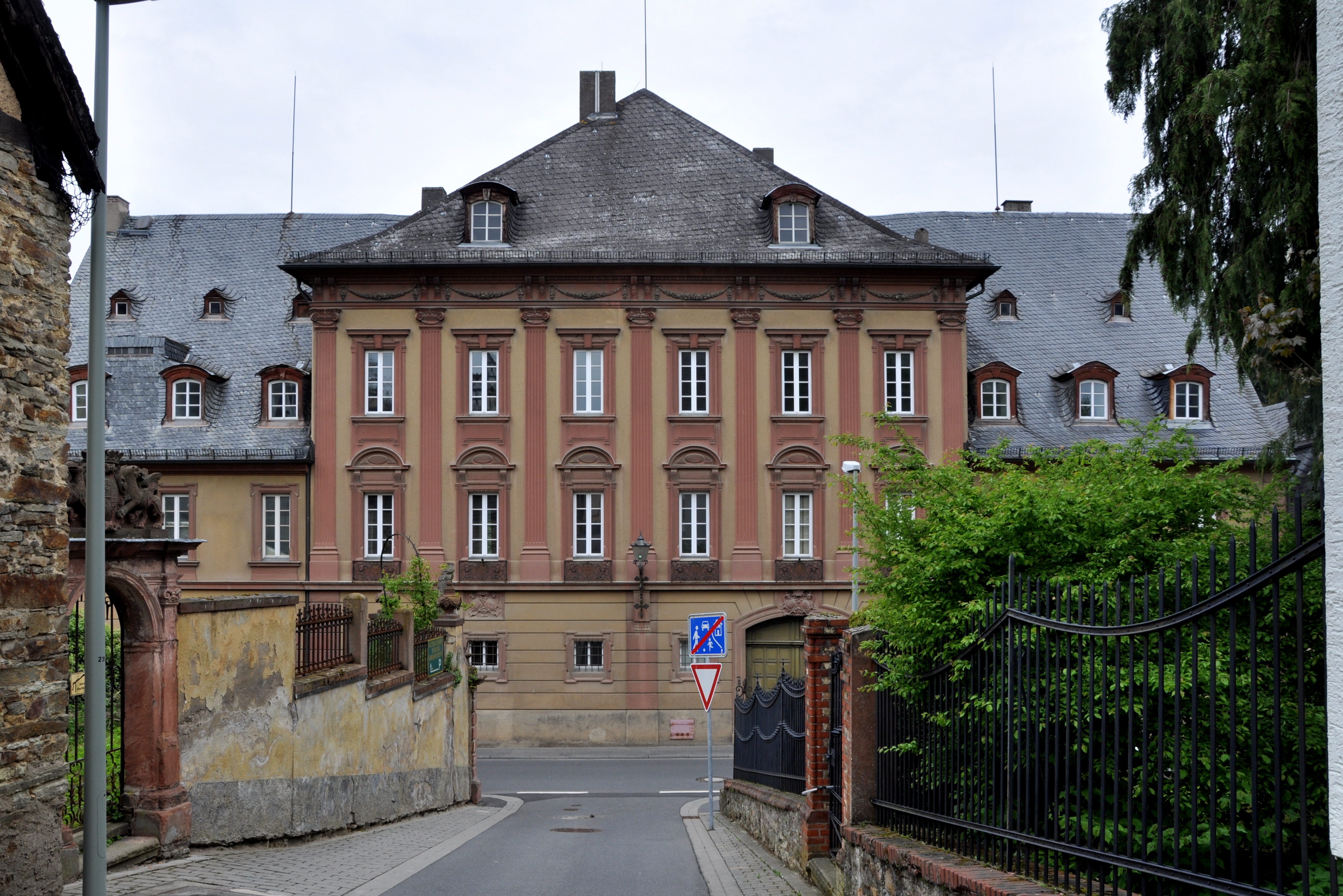
Schwalbacher Hof, Kiedrich (Vorderansicht)

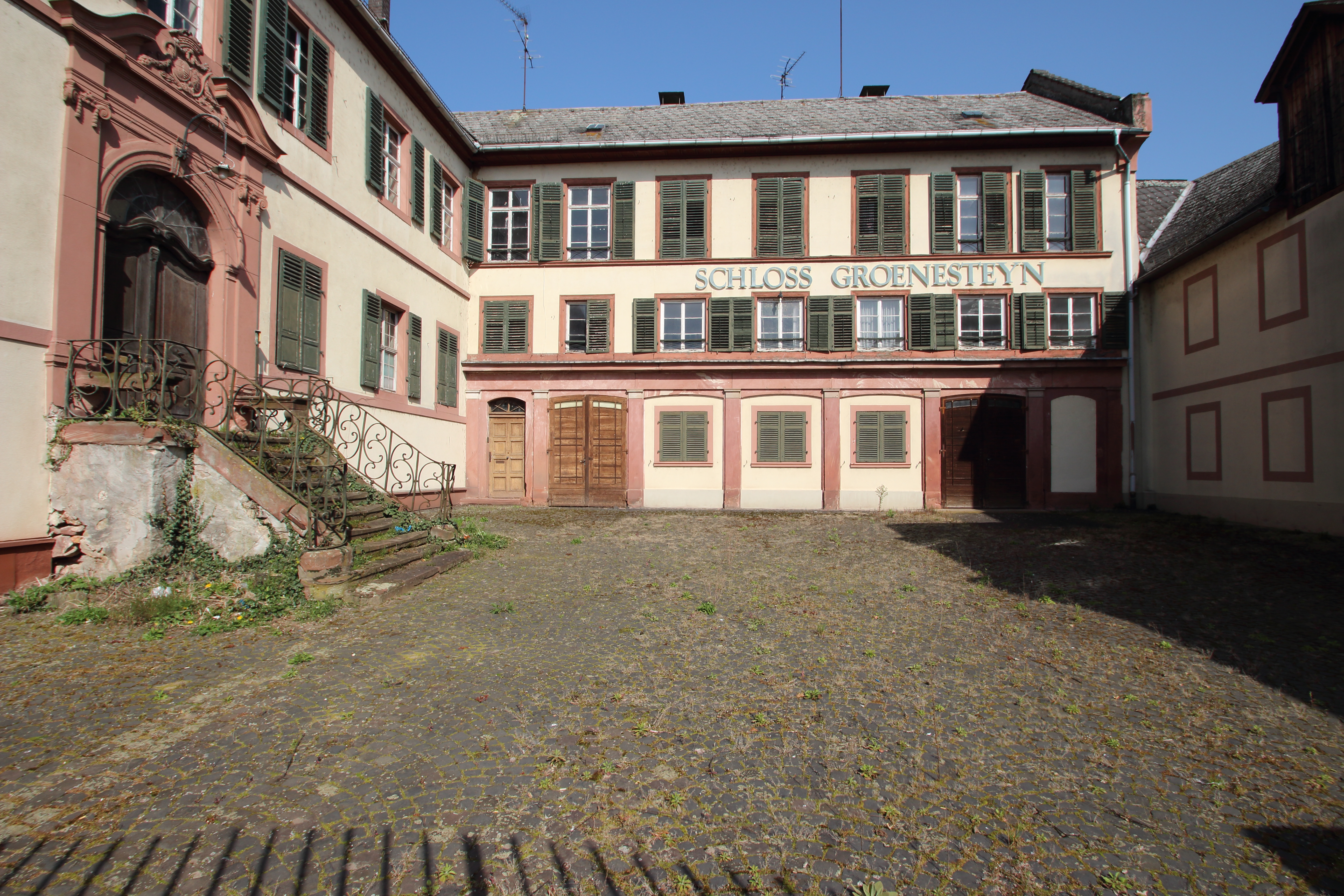
Ehemaliges Weingut Schloss Groenesteyn, Rüdesheim am Rhein

### Linie in Kurmainz
Die Nachkommen des Stephan von Ritter zu Groenesteyn waren in Kurmainz Inhaber wichtige Ämter, sowohl in Verwaltung und Justiz als auch im Militär. Einer der bekanntesten Vertreter dieses Zweiges ist Anselm Franz von Ritter zu Groenesteyn (1692–1765). Er war nicht nur Kämmerer, Hofmarschall und Statthalter, sondern war ein namhafter Architekt. Seine Bauwerke waren beispielsweise die Würzburger Residenz, die Abtskirchen des Klosters Banz und Klosters Amorbach.

### Linie Bayern
Franz von Ritter zu Grünstein (* 27. August 1780; † 1. August 1864, Sohn des Mainzer Stadtgerichtspräsidenten Carl von Ritter zu Grünstein (1728–1792)), kam nach der Säkularisation aus Kurmainz über Würzburg nach zum Gericht Bamberg, wo er 1804 königlich-bayerischer Rat wurde. Mit der Aufnahme in den bayerischen Adel im Jahre 1812, der Verleihung der Kammerherrenwürde 1812 und des Titels eines Wirklichen Geheimen Rates 1833 sowie der Aufnahme in den Hausritterorden vom Heiligen Georg und die Ernennung zu dessen Komtur und Schatzmeister, gelang ihm die Etablierung in den bayerischen Adel. Einer der bekanntesten Vertreter dieses Familienzweiges ist Otto von Ritter zu Groenesteyn (1864–1940). Er war Diplomat.

## Weitere Namensträger
- Caspar Wilhelm von Ritter zu Grünstein (1643–1729), Hofgerichtspräsident
- Daniel von Ritter zu Grünstein (1646–1710), Vizedominus in Erfurt, Präsident des Reichskammergerichts
- Anselm Franz von Ritter zu Groenesteyn (1692–1765), Baumeister
- Carl von Ritter zu Grünstein (1728–1792), Stadtgerichtspräsident in Mainz
- Friedrich von Ritter zu Groenesteyn (1775–1830), Domherr und Abgeordneter
- Konstantin von Ritter zu Groenesteyn (1777–1855), Domherr und Abgeordneter
- Lothar von Ritter zu Groenesteyn (1868–1945), bayerischer Gesandter
- Dorothea von Ritter-Röhr (* 1942), Psychoanalytikerin

## Wappen

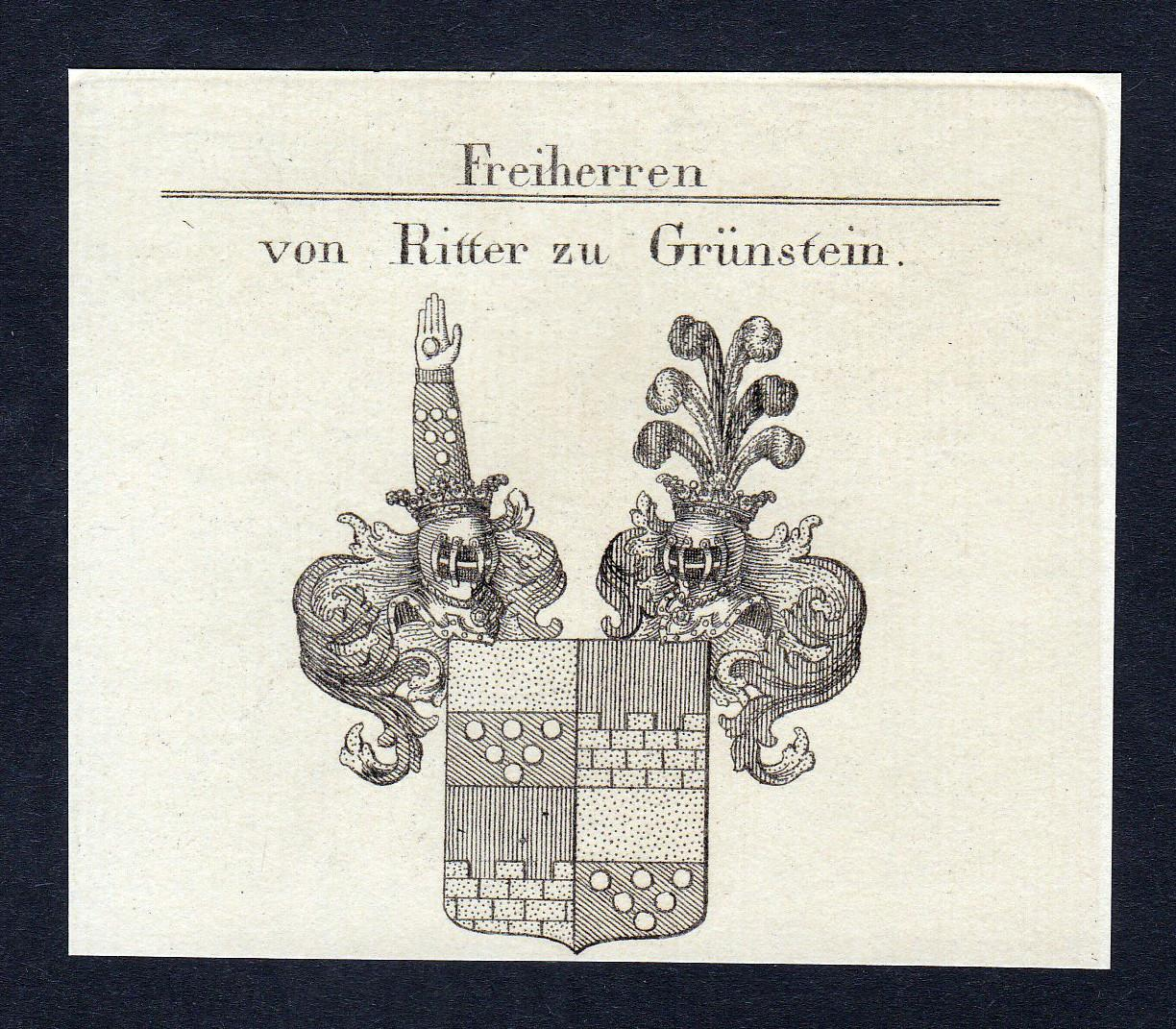
Wappen De Ridder van Groenesteijn 1600
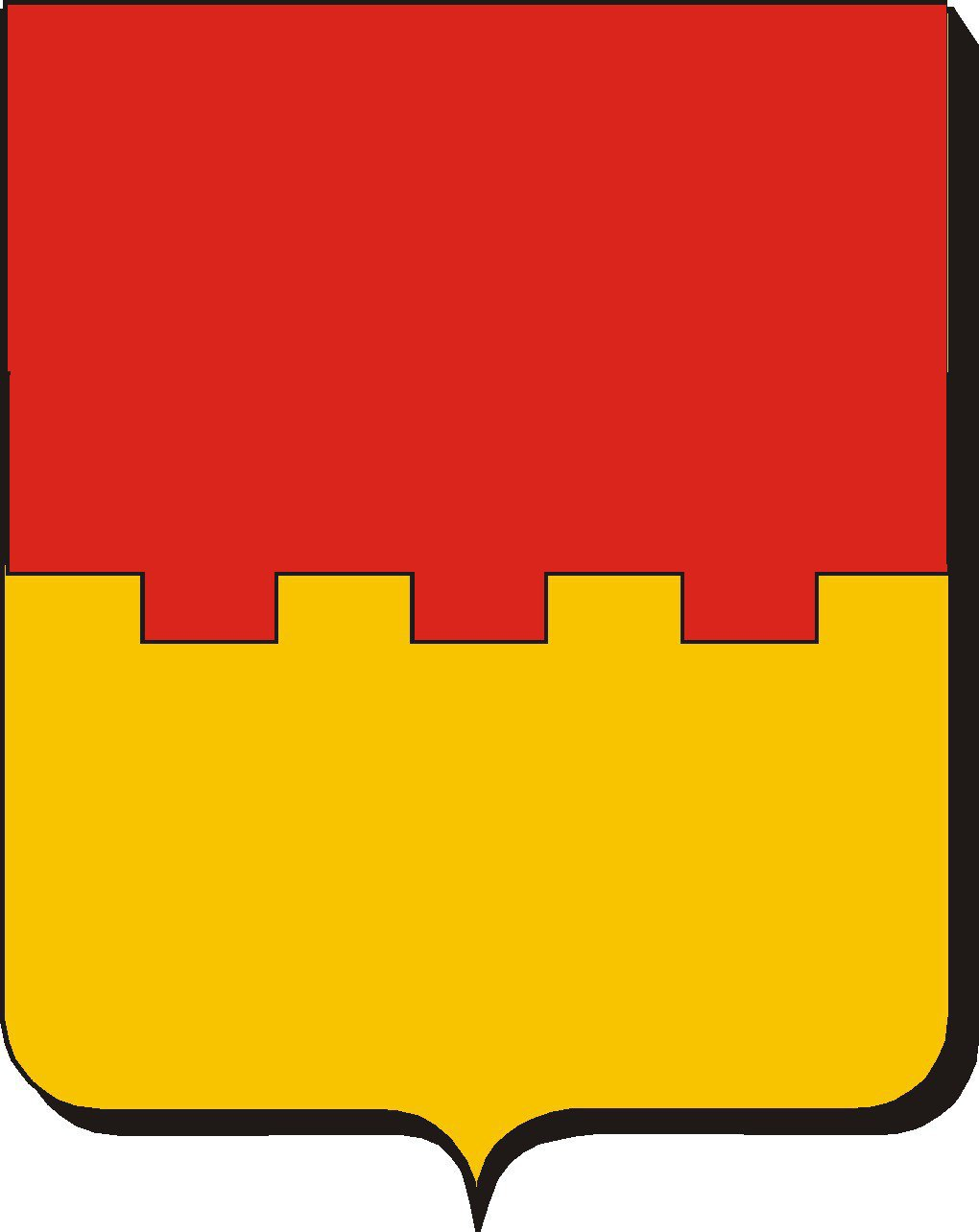
Wappenschild Groenesteijn
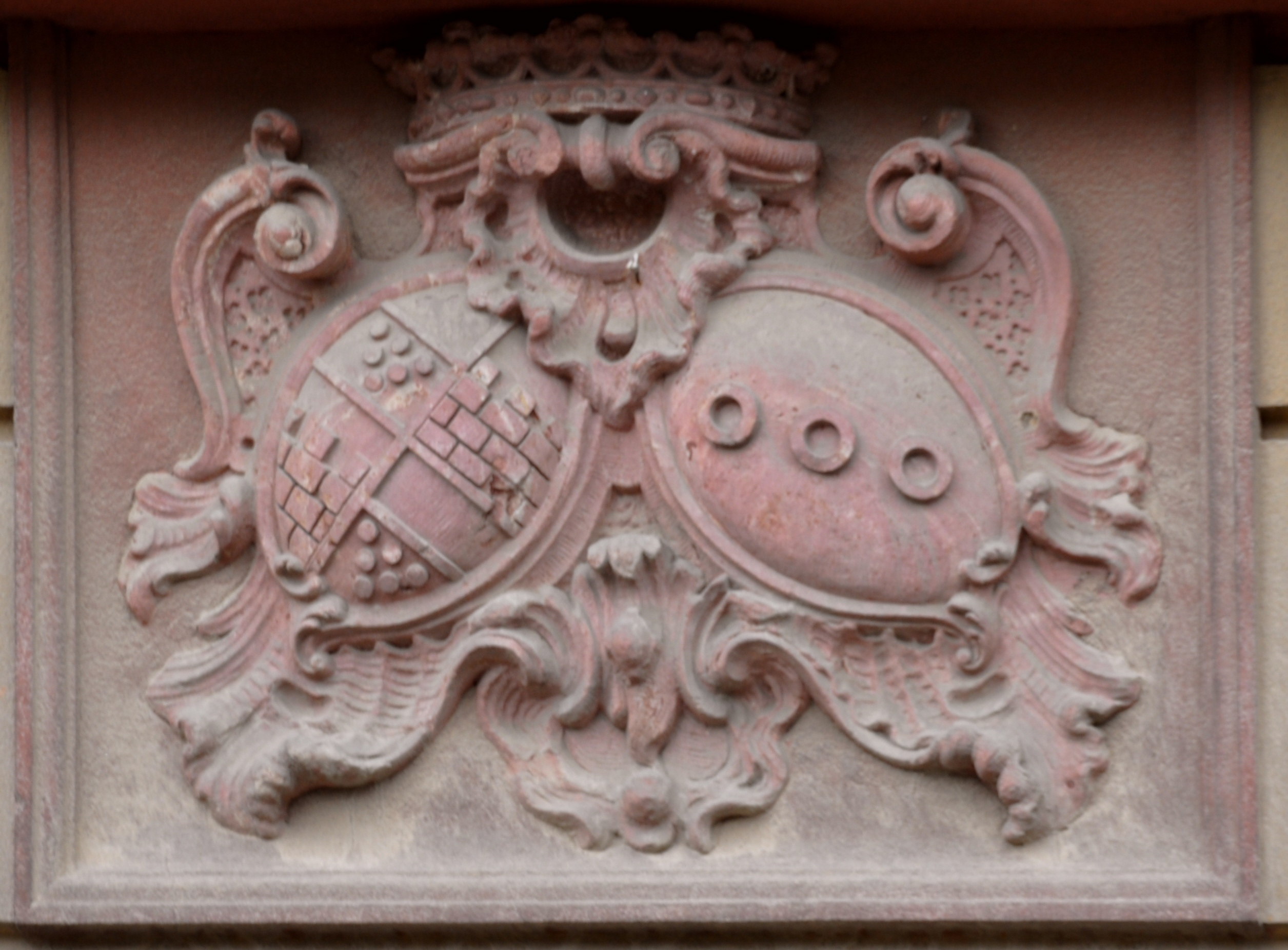
Wappen Ritter von Groenesteyn - Schwalbach
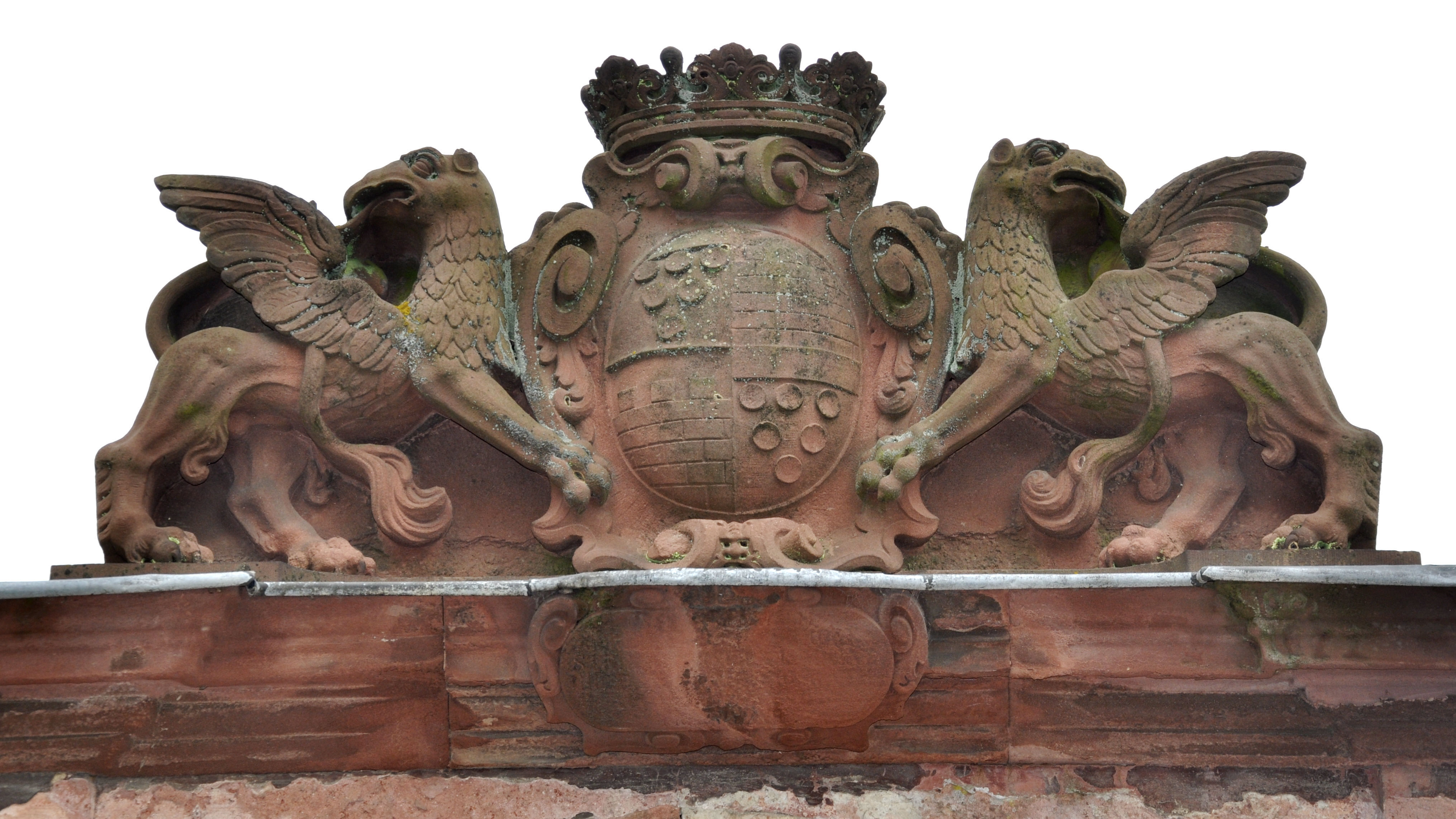
Wappen von Groenesteyn am Torbogen des Schlosses Groenesteyn
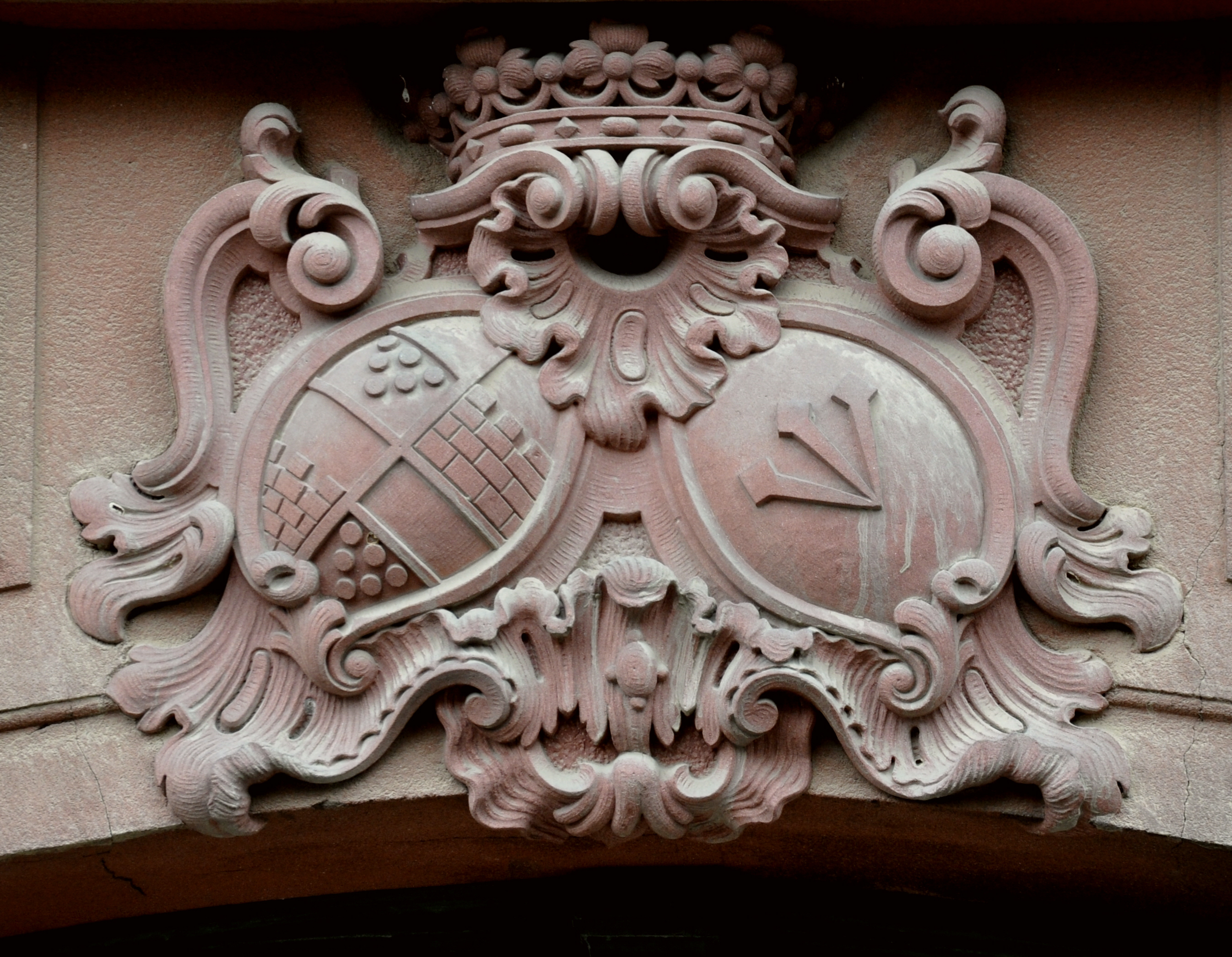
Wappen von Groenesteyn - Preen